# Decafluoruro di dizolfo
Il decafluoruro di dizolfo è il composto inorganico con formula S2F10, dove lo zolfo è nello stato di ossidazione +5. In condizioni normali è un liquido incolore, volatile, con un odore simile a quello del diossido di zolfo, praticamente insolubile in acqua. È un composto fortemente tossico. Durante la seconda guerra mondiale fu studiato come possibile arma chimica, dato che è difficile rivelarne la presenza poiché non produce né lacrimazione né irritazione cutanea. S2F10 si forma come prodotto secondario indesiderato durante la sintesi industriale di SF6, ma viene isolato e distrutto.

## Sintesi
Il decafluoruro di dizolfo fu preparato per la prima volta da Kenneth Denbigh e Robert Whytlaw-Gray nel 1934.
Si forma come sottoprodotto della reazione di sintesi dell'SF6 a partire da zolfo e fluoro. Un metodo più conveniente è la reazione fotochimica
{\displaystyle {\ce {2 SF5Cl + H2 + h \nu -> S2F10 + 2HCl}}}

## Struttura
S2F10 è un composto molecolare, costituito da due gruppi ottaedrici SF5, uniti da un legame S–S. La simmetria molecolare risulta D4d, con i due gruppi SF5 sfalsati di 45° lungo l'asse S–S. Calcoli teorici indicano che la barriera torsionale del legame S–S è 40±5 kJ/mol, rendendo trascurabile questo movimento di rotazione a temperatura ambiente.

## Proprietà e reattività
Il decafluoruro di dizolfo è un composto stabile, ma si decompone a 200 ºC formando SF4 e SF6; questa reazione è sfruttata per eliminare S2F10 durante il processo di sintesi di SF6:
{\displaystyle {\ce {S2F10 -> SF4 + SF6}}}
S2F10 risulta poco reattivo a temperatura ambiente, ma a caldo tende a reagire rompendo in modo omolitico il legame S–S; i radicali ·SF5 formati possono dar luogo a varie reazioni. Ad esempio S2F10 reagisce con cloro, bromo e tetrafluoroidrazina:
{\displaystyle {\ce {S2F10 + Cl2 -> 2SF5Cl}}}
{\displaystyle {\ce {S2F10 + Br2 -> 2SF5Br}}}
{\displaystyle {\ce {S2F10 + N2F4 -> 2SF5NF2}}}
In acqua non viene idrolizzato, ma viene lentamente decomposto in presenza di NaOH.

## Tossicità
Il decafluoruro di dizolfo è un gas o liquido incolore con un odore simile a quello di SO2. È circa 4 volte più velenoso del fosgene. Si pensa che la sua tossicità sia causata dalla sua disproporzione nei polmoni in SF6, che è inerte, e SF4, che reagisce con l'umidità presente formando acido solforoso e acido fluoridrico, provocando così danni polmonari molto gravi (edema ed emorragia). Non è tossico di per se stesso a causa dei prodotti di idrolisi, poiché è difficilmente idrolizzato dall'acqua e dalla maggior parte delle soluzioni acquose.